# ولاد العم (مسلسل)
ولاد العم هو مسلسل درامي مغربي من إخراج إبراهيم شكيري ومن تأليف فاتن اليوسفي سنة 2021، وبطولة كل من عبد الله ديدان، عزيز داداس، فاطمة خير، سعيد أيت باجا، نفيسة بنشهيدة، ربيع القاطي، غيثة بن حيون، زينب العلمي، وغيرهم. بث المسلسل على قناة إم بي سي 5 وعلى منصة شاهد طيلة شهر رمضان 2021.

## قصة العمل
تتناول أحداث المسلسل المغربي في دور درامي رومانسي قصة عائلتين تنشأ بينهم الكثير من الخلافات العائلية في ظل وجود قصة مليئة بالحب تجمع بين طرفي تلك العائلتين.

## الممثلون
- عزيز داداس
- فاطمة خير
- عبد الله ديدان
- نفيسة بنشهيدة

## وصلات خارجية
- ولاد العم على موقع IMDb (الإنجليزية)
- ولاد العم على موقع قاعدة بيانات الأفلام العربية
- ولاد العم على موقع كينوبويسك (الروسية)
- ولاد العم على موقع قاعدة بيانات الفيلم (الإنجليزية)